# Josip Riđanović
Josip Riđanović (Muo, 28. listopada 1929. – Muo, 24. srpnja 2009.), hrvatski fizički geograf i najistaknutiji hrvatski hidrogeograf. 
U svom znanstvenom radu bavio se i geomorfologijom, geografijom mora, posebno Jadranskoga, karstologijom te regionalnom geografijom Latinske Amerike. Bio je sudionikom niza inozemnih skupova te Međunarodnog hidrološkog programa, a zamjetan trag ostavlja i profesurom na matičnom fakultetu te u djelatnom radu na očuvanju identiteta bokeljskih Hrvata.

## Vanjske poveznice
- Pregled dostupnih radova Josipa Riđanovića  Arhivirana inačica izvorne stranice od 20. veljače 2021. (Wayback Machine) na Hrčku